# لیپنگتسا (استان پومرانی)
لیپنگتسا (به لاتین: Lipnica) یک روستا در لهستان است که در گمینا لیپنگتسا واقع شده‌است. لیپنگتسا ۷۴۷ نفر جمعیت دارد.